# Феникс (альбом Елены Никитаевой)
«Феникс» — альбом певицы Елены Никитаевой. Вышел в 2004 году.
Главный хит альбома, по мнению «Нашего радио», «Сигаретное танго» довольно часто звучит в радиоэфире. Альбом положил начало серии сольных концертов, причём как в электронном исполнении, так и в акустическом.

## Список композиций
1. Мари
2. Французская Гармошка
3. Чёрное Золото
4. Сигаретное Танго
5. Дикая Кровь
6. Со Всех Точек
7. Киллер
8. Не Можешь
9. Мэрилин
10. Холостые Пули
11. Феникс